# Hiorada geminator
Hiorada geminator är en stekelart som först beskrevs av Morley 1919.  Hiorada geminator ingår i släktet Hiorada och familjen brokparasitsteklar. Inga underarter finns listade i Catalogue of Life.